# Beeches Pit
Beeches Pit ist eine archäologische Fundstätte in einem Waldgebiet nordwestlich von Bury St Edmunds, Grafschaft Suffolk, in England. In der ehemaligen Lehmgrube, in der bis 1860 Material für die Herstellung von Ziegelsteinen abgebaut wurde, entdeckte man Hinweise auf mindestens 400.000 Jahre alte Feuerstellen. Diese Funde gehören zu den ältesten Nachweisen für die Nutzung des Feuers in Europa.

## Funde
Beeches Pit war schon im 19. Jahrhundert bekannt als Fundstätte von Steinwerkzeugen und wurde bereits 1860 von Geologen erkundet. Im Verlauf diverser archäologischer Untersuchungen wurden die ältesten dieser Funde der Sauerstoff-Isotopenstufe 11 – einer Warmzeit vor 424.000 bis 374.000 Jahren – zugeordnet. Ab 1999 wurden bei archäologischen Grabungen am westlichen und östlichen Rand der rund 70 × 50 Meter messenden, heute baumbestandenen Grube Siedlungshorizonte entdeckt, die bis zu fünf Meter in die Tiefe reichen und sich früher vermutlich am Rande eines Teiches befanden. Geborgen wurden tausende Artefakte (Steinwerkzeuge des Acheuléen und Abschläge) sowie Schalen von Weichtieren. Am östlichen Rand der Grube wurden anhand der Anordnung von Steinen drei Feuerstellen identifiziert, am westlichen Rand ebenfalls – etwas jüngere – Feuerstellen, und einige höhere Schichten waren durchsetzt mit verbranntem Material.

## Belege
1. ↑   Richard C. Preece et al.: Humans in the Hoxnian: Habitat, context and fire use at Beeches Pit, West Stow, Suffolk, UK. In: Journal of Quaternary Science. Band 21, Nr. 5, 2006, S. 485–496, doi:10.1002/jqs.1043.
2. ↑  John A. J. Gowlett et al.: Beeches Pit: Archaeology, assemblage dynamics and early fire history of a Middle Pleistocene site in East Anglia, UK. In: Eurasian Prehistory. Band 3, Nr. 2, 2005, ISBN 978-839164158-3, S. 3–38.

Koordinaten: 52° 18′ 56″ N, 0° 38′ 20″ O